# Peacock Subglacial Trench
Peacock Subglacial Trench är en dal i Antarktis. Den ligger i Östantarktis. Australien gör anspråk på området.